# Kostolík
Der Kostolík (deutsch Kapelle, auch Kirchlein oder Kapellentürmchen, ungarisch Kápolna, auch Templomocska oder Koscielek, polnisch Kościołek) ist ein 2262 m n.m. (nach anderen Quellen 2251 m n.m.) hoher Felsturm in der Hohen Tatra in der Slowakei. Der Felsturm ist ein Nunatak, als der Talgrund während der letzten Eiszeit durch einen Gletscher bedeckt worden war, und erhebt sich aus dem Talgrund im höchsten Teil des Tals Batizovská dolina, südlich des Bergs Batizovský štít am Hauptkamm der Hohen Tatra. Er hat zwei Gipfel, den höheren Nordgipfel sowie den tieferen Südgipfel. Vom Hauptkamm ist der Kostolík durch den breiten Sattel Pastrnákova priehyba getrennt.
Der Name ist von der Ähnlichkeit der kegelförmigen Gestalt des alleinstehenden Felsturms mit einer gotischen Kirche, die inmitten eines „Platzes“ steht, abgeleitet worden.
Der Berg liegt abseits touristischer Wanderwege und ist offiziell nur für Mitglieder alpiner Vereine oder mit einem Bergführer zugänglich. Zum Gipfel führen verschiedene, relativ kurze Kletterrouten. Am 4. August 1933 starb an der Westwand des Kostolík der nur 23-jährige polnische Kletterer Wiesław Stanisławski zusammen mit seinem Kollegen Witold Wojnar, wahrscheinlich an die Folgen eines Steinschlags. Stanisławski hatte zu diesem Zeitpunkt bereits mehr als 100 Tatra-Erstbegehungen sowohl im Sommer als auch im Winter hinter sich und bezwang am selben Tag die Nordwand des Kačací štít.